# Rutas de América
La Rutas de América è una corsa a tappe maschile di ciclismo su strada che si svolge in Uruguay ogni anno nel mese di marzo. Dal 2009 al 2012 è stata inserita nell'UCI America Tour, classe 2.2.

## Albo d'oro
Aggiornato all'edizione 2012.
| Anno | Vincitore            | Secondo               | Terzo                 |
| ---- | -------------------- | --------------------- | --------------------- |
| 1972 | Luis Sosa            |                       |                       |
| 1973 | Carlos Alcantara     |                       |                       |
| 1974 | Waldemar Pedrazzi    |                       |                       |
| 1975 | Nestor Danilo Berti  |                       |                       |
| 1976 | Ramon Canete         |                       |                       |
| 1977 | Ricardo Rondan       |                       |                       |
| 1978 | Carlos Alcantara     |                       |                       |
| 1979 | Victor Hugo Gonzalez |                       |                       |
| 1980 | Carlos Alcantara     |                       |                       |
| 1981 | José Rosello         |                       |                       |
| 1982 | Federico Moreira     |                       |                       |
| 1983 | Pedro Pais           |                       |                       |
| 1984 | José Asconegui       |                       |                       |
| 1985 | Ricardo Rondan       |                       |                       |
| 1986 | Wanderley Magalhaes  |                       |                       |
| 1987 | Marcos Mazzaron      |                       |                       |
| 1988 | Federico Moreira     |                       |                       |
| 1989 | Eduardo Trillini     |                       |                       |
| 1990 | José Maria Orlando   |                       |                       |
| 1991 | Pablo Elizalde       |                       |                       |
| 1992 | Gustavo Artacho      |                       |                       |
| 1993 | Pablo Elizalde       |                       |                       |
| 1994 | Sergio Tesitore      |                       |                       |
| 1995 | Gustavo Figueredo    |                       |                       |
| 1996 | Sven Teutenberg      | Eduardo Camarano      | Marty Jemison         |
| 1997 | Federico Moreira     | Walter Rafael Silva   | Gustavo Figueredo     |
| 1998 | Milton Wynants       |                       |                       |
| 1999 | Emilio Carricondo    | Walter Fernando Pérez | Javier Gomez Gallego  |
| 2000 | Gustavo Figueredo    | Alejandro Acton       |                       |
| 2001 | Javier Gómez Gallego | Federico Moreira      | Hernán Cline          |
| 2002 | Hector Morales       | Jorge Bravo           | Roman Luhovyy         |
| 2003 | Miguel Direna        | Luis Martínez Ramírez | Hector Morales        |
| 2004 | Matías Médici        | Miguel Direna         | Luis Martínez Ramírez |
| 2005 | Matías Médici        | Miguel Direna         | Luis Martínez Ramírez |
| 2006 | Elanio Rodríguez     | Luis Martínez Ramírez | Sebastián Cancio      |
| 2007 | Milton Wynants       | Jorge Bravo           | Richard Mascarañas    |
| 2008 | Cristian Villanueva  | Mauricio Maquia       | Alvaro Tardáguila     |
| 2009 | Hernán Cline         | Ramiro Cabrera        | Daniel Fuentes        |
| 2010 | Hernán Cline         | Magno Nazaret         | Richard Mascarañas    |
| 2011 | Jorge Soto Pereira   | Nestor Pias           | Jorge Bravo           |
| 2012 | Jorge Soto Pereira   | Alan Presa Pirez      | Matías Médici         |
| 2013 | Laureano Rosas       | Roderick Asconeguy    | Néstor Pías           |
| 2014 |                      |                       |                       |